# Ван дер Мейде, Энди
Энди ван дер Мейде (нидерл. Andy van der Meijde; род. 30 сентября 1979, Арнем) — нидерландский футболист, завершивший игровую карьеру. Выступал на позиции полузащитника за «Аякс», «Твенте», итальянский «Интер», английский «Эвертон» и ПСВ. Играл за национальную сборную Нидерландов. Бронзовый призёр чемпионата Европы 2004 года.

## Карьера

### Клубная карьера
Энди ван дер Мейде начал свою футбольную карьеру в любительском клубе «Витесс 1892», а затем перешёл в академию амстердамского «Аякса». В основной команде «Аякса» Энди дебютировал в возрасте 18-ти лет 12 ноября 1997 года в матче против «Твенте», выйдя на замену на 81-й минуте вместо Петера Хукстры. Встреча завершилась победой «Аякса» со счётом 1:0. В первом для себя сезоне ван дер Мейде сыграл всего 4 матча, но стал чемпионом страны и обладателем Кубка Нидерландов. В 1999 году Энди на правах аренды перешёл в «Твенте», в котором дебютировал 15 августа. Всего за «Твенте» в сезоне 1999/00 Энди провёл 32 матча и забил 2 мяча.
Вернувшись из аренды в «Аякс» Энди получил место в основном составе. В сезоне 2000/01 ван дер Мейде сыграл за «Аякс» 27 матча и забил 2 мяча. В 2002 году Энди в составе «Аякса» выиграл все титулы в Нидерландах, а именно чемпионский титул, кубок и Суперкубок Нидерландов. Всего в составе «Аякса» Энди сыграл 91 матч и забил 18 мячей. В 2003 году ван дер Мейде перешёл в состав итальянского «Интера». Сумма трансфера составила £ 5 млн. В клубе из Милана Энди не смог стать игроком основного состава, за два сезона ван дер Мейде провёл всего 32 матча и забил 1 мяч, а также стал обладателем Кубка Италии. В 2005 году Энди перешёл в английский «Эвертон».
25 марта 2006 года в своем первом мерсисайдском дерби против «Ливерпуля» Энди получил красную карточку за грубое нарушение против Хаби Алонсо. «Ливерпуль» в конечном итоге одержал победу со счётом 3:1. Летом 2006 года было объявлено о то, что ван дер Мейде покинет «Эвертон» из-за его постоянных травм и пристрастии к алкоголю, но сам футболист решительно отрицал все эти утверждения и вновь подтвердил свою приверженность к «Эвертону» в июне 2006 года, когда заявил что не покидает клуб и что его всё устраивает в Англии. 7 августа 2006 года Энди был доставлен в больницу из-за проблем с дыханием. Как оказалось Энди отравился алкогольным напитком в одном из баров Ливерпуля, позже ван дер Мейде был оштрафован клубом за нарушение дисциплины.
В июне 2009 года главный тренер «Эвертона» Дэвид Мойес заявил, что больше не нуждается в услугах ван дер Мейде и посоветовал ему искать новую команду. В начале марта 2010 года Энди подписал контракт с ПСВ.
В начале 2011 года объявил о завершении карьеры.

### Карьера в сборной
В национальной сборной Нидерландов Энди дебютировал 19 мая 2002 года в товарищеском матче против сборной США, который завершился победой Нидерландов со счётом 2:0, а ван дер Мейде в своём дебютном матче забил гол на 76-й минуте. Спустя два года Энди в составе сборной участвовал на чемпионате Европы 2004 в Португалии, на котором команда Нидерландов дошла до стадии полуфинала. Всего ван дер Мейде провёл 17 матчей и забил 1 мяч. Свою последнюю игру за сборную Энди сыграл 26 июня 2004 года в матче против сборной Швеции, который завершился со счётом 0:0.

## Статистика

### Матчи ван дер Мейде за сборную Нидерландов
| Матчи ван дер Мейде за сборную Нидерландов | Матчи ван дер Мейде за сборную Нидерландов | Матчи ван дер Мейде за сборную Нидерландов | Матчи ван дер Мейде за сборную Нидерландов | Матчи ван дер Мейде за сборную Нидерландов | Матчи ван дер Мейде за сборную Нидерландов |
| ------------------------------------------ | ------------------------------------------ | ------------------------------------------ | ------------------------------------------ | ------------------------------------------ | ------------------------------------------ |
| №                                          | Дата                                       | Соперник                                   | Счёт                                       | Голы ван дер Мейде                         | Соревнование                               |
| 1                                          | 19 мая 2002                                | США                                        | 2:0                                        | 1                                          | Товарищеский матч                          |
| 2                                          | 21 августа 2002                            | Норвегия                                   | 1:0                                        | —                                          | Товарищеский матч                          |
| 3                                          | 7 сентября 2002                            | Беларусь                                   | 3:0                                        | —                                          | Чемпионат Европы 2004 (отбор)              |
| 4                                          | 30 апреля 2003                             | Португалия                                 | 1:1                                        | —                                          | Товарищеский матч                          |
| 5                                          | 6 сентября 2003                            | Австрия                                    | 3:1                                        | —                                          | Чемпионат Европы 2004 (отбор)              |
| 6                                          | 11 октября 2003                            | Молдова                                    | 5:0                                        | —                                          | Чемпионат Европы 2004 (отбор)              |
| 7                                          | 15 ноября 2003                             | Шотландия                                  | 0:1                                        | —                                          | Чемпионат Европы 2004 (отбор)              |
| 8                                          | 19 ноября 2003                             | Шотландия                                  | 6:0                                        | —                                          | Чемпионат Европы 2004 (отбор)              |
| 9                                          | 18 февраля 2004                            | США                                        | 1:0                                        | —                                          | Товарищеский матч                          |
| 10                                         | 31 марта 2004                              | Франция                                    | 0:0                                        | —                                          | Товарищеский матч                          |
| 11                                         | 29 мая 2004                                | Бельгия                                    | 0:1                                        | —                                          | Товарищеский матч                          |
| 12                                         | 1 июня 2004                                | Фарерские острова                          | 3:0                                        | —                                          | Товарищеский матч                          |
| 13                                         | 5 июня 2004                                | Ирландия                                   | 0:1                                        | —                                          | Товарищеский матч                          |
| 14                                         | 15 июня 2004                               | Германия                                   | 1:1                                        | —                                          | Чемпионат Европы 2004                      |
| 15                                         | 19 июня 2004                               | Чехия                                      | 2:3                                        | —                                          | Чемпионат Европы 2004                      |
| 16                                         | 23 июня 2004                               | Латвия                                     | 3:0                                        | —                                          | Чемпионат Европы 2004                      |
| 17                                         | 26 июня 2004                               | Швеция                                     | 0:0 (5:4 пен.)                             | —                                          | Чемпионат Европы 2004                      |

Итого: 17 матчей / 1 гол; 9 побед, 3 ничьи, 5 поражений.

## Достижения
«Аякс»
- Чемпион Нидерландов: 1997/98, 2001/02
- Обладатель Кубка Нидерландов: 1997/98, 1998/99, 2001/02
- Обладатель Суперкубка Нидерландов: 2002

«Интернационале»
- Обладатель Кубка Италии: 2004/05